# Highway to Heaven
Highway to Heaven är en amerikansk TV-serie som sändes mellan 1984 och 1989. Serien sändes i totalt fem säsonger. Huvudrollerna spelades av Michael Landon och Victor French, Landons motspelare från TV-serien Lilla huset på prärien.

## Handling
Jonathan Smith är en ängel som skickats tillbaka till jorden för att hjälpa människor. Där träffar han en före detta polis, Mark Gordon. Mark är inte särskilt nöjd med sin tillvaro, så Jonathan ger honom ett erbjudande - han hjälper Mark att få ordning på sitt liv om Mark hjälper honom att utföra sitt uppdrag. Mark antar erbjudandet. De två börjar resa runt i landet medan de tar emot uppdrag från "Bossen" (Gud, som bara Jonathan kan kommunicera med). Deras ständiga uppdrag går ut på att sprida kärlek, förståelse och omtanke. 
Serien tar ofta upp ämnen som kristendom, egoism, rasism och sjukdomar. 

## Om serien
NBC ville att en ung skådespelare skulle spela Mark Gordon, men Michael Landon insisterade på att Victor French, skulle få rollen - annars skulle Landon inte medverka i serien. 
I juni 1988 beslutade NBC att säsong nummer fem skulle bli den sista på grund av minskade tittarsiffror. Den sista säsongen spelades in under hösten 1988 och det allra sista avsnittet sändes den 1 augusti 1989. Victor French avled i juni 1989, men det var inte orsaken till att serien lades ned.

## Rollista i urval
- Michael Landon - Jonathan Smith
- Victor French - Mark Gordon
- Joe Dorsey - Luke Morgan
- Paul Walker - Todd Bryant
- David Spielberg - Bob Milhaus
- Eve Brent - Landlady
- Helen Hunt - Lizzy MacGill
- Giovanni Ribisi - Curtis Johnson
- Judy Kain - Miss Brown
- Michael Berryman - Djävulen
- David Kaufman - Howie
- Henry G. Sanders - Pastor Blake
- Alan Fudge - Alan Peterson

### Gästskådespelare i urval
- Helen Hayes
- Devon Odessa
- Lorne Greene
- Matthew Laborteaux
- Moses Gunn